# Donald Petrie
Donald Mark Petrie (n. Nueva York; 2 de abril de 1954) es un director, actor y productor estadounidense de cine y televisión. Es hijo de Dorothea, una novelista, actriz y productora, y de Daniel Petrie, también director. Candidato a los Premios Emmy. Ha dirigido películas como Grumpy Old Men (1993), Miss Congeniality (2000), How to Lose a Guy in 10 Days (2003) y Just My Luck (2006).

## Carrera
Petrie ha dirigido numerosos episodios de series de televisión como MacGyver (1985) o L. A. Law (1987), por la que fue candidato a los Premios Emmy. Posteriormente, dirigió producciones cinematográficas como Mystic Pizza (1988), con Julia Roberts, o Grumpy Old Men (1993), protagonizada por Walter Matthau, que supondrían su debut en el cine. Más tarde llegarían The Favor (1994), cuyo reparto estaba encabezado por Brad Pitt, Richie Rich (1994), con Macaulay Culkin, y The Associate (1996), con Whoopi Goldberg y Dianne Wiest.
Al principio de la década de 2000 dirigió la comedia Miss Congeniality (2000), protagonizada por Sandra Bullock y Michael Caine, siendo hasta la fecha el film más exitoso dirigido por Petrie, con 212 millones de dólares recaudados internacionalmente. Repitió el éxito con la comedia romántica How to Lose a Guy in 10 Days (2003), en cuyo cartel aparecían los nombres de Kate Hudson y Matthew McConaughey. Esta cinta sumó 177 millones de dólares en las taquillas globales. Años más tarde se puso detrás de las cámaras nuevamente para filmar una comedia, Just My Luck (2006), con Lindsay Lohan, y en la que se implicó por primera vez en las tareas de producción. En 2009 dirige My Life in Ruins, con Nia Vardalos.
Antes de dedicar su carrera profesional exclusivamente a la dirección hizo breves intervenciones como actor en algunas producciones de televisión, entre las que se encuentran The Incredible Hulk, en un episodio en 1978; Eight is Enough, en un capítulo de 1979; y Falcon Crest en el año 1983. En 2011 fue considerado como uno de los peores directores del siglo XXI, ocupando el puesto 17 de 25 en el ranking.

## Filmografía parcial
- Filmografía como director.

| Año  | Título                       |
| ---- | ---------------------------- |
| 1988 | Mystic Pizza                 |
| 1990 | Opportunity Knocks           |
| 1993 | Grumpy Old Men               |
| 1994 | The Favor                    |
| 1994 | Richie Rich                  |
| 1996 | The Associate                |
| 1999 | Mi marciano favorito         |
| 2000 | Miss Congeniality            |
| 2003 | How to Lose a Guy in 10 Days |
| 2006 | Just My Luck                 |
| 2009 | My Life in Ruins             |
| 2012 | Hemlock Drive                |
| 2012 | Heartbreak Hill              |

## Premios y nominaciones

### Premios Emmy
| Año  | Categoría                                             | Trabajo nominado | Resultado |
| ---- | ----------------------------------------------------- | ---------------- | --------- |
| 1987 | Primetime Emmy a la mejor dirección - Serie dramática | L. A. Law        | Candidato |